# 口呼吸
口呼吸（くちこきゅう、こうこきゅう）は、鼻の代わりに口で呼吸すること。開口呼吸とも。歯科のほか耳鼻科とも関連する。口腔習癖の一つであり、低位舌の原因となる。
人間は激しい呼吸をともなう全身持久性運動の際には口呼吸を中心とすることが自然ともされる。人間の場合子供に比較的よく見られ、宮城県仙台市内の保育園児を対象とした調査では、園児の22%以上が口呼吸をしていると推定された。口呼吸を習慣とする者であっても、呼吸気流のおよそ66%が鼻腔を通過する。
イヌは口呼吸をする。ただし犬の口呼吸は体温冷却を主とし、呼吸が浅く速いため肺に届く酸素は限られる。
イギリス英語で mouth breather （「口呼吸者」）は「馬鹿」を意味するスラングとして使われることがある。

## 原因
ヒトは本来鼻呼吸をするが、鼻気道内の障害物や鼻炎により鼻呼吸が行えない際に口呼吸が生じる。鼻詰まり、アデノイド、鼻中隔彎曲症、口唇閉鎖不全は口呼吸の原因となる。鼻呼吸が可能になった後でも習慣により口呼吸を行う場合もある。
口呼吸をする子どもは安静時に舌の位置が下がっている傾向がある。

## 問題点
口呼吸を日常的に行うと口腔内が乾燥し（ドライマウス）、唾液の殺菌消毒作用が妨げられたり扁桃の免疫機能が低下したりする。口呼吸により唾液の歯垢浄化作用が低下し、歯周病、特に歯肉炎を悪化させることもある。口臭の原因にもなる。
アデノイド患者では口呼吸が行われることによりアデノイド顔貌が生じる。
口呼吸が不正咬合を引き起こすという説もあるが確定してはいない。

## 改善法の例 1
2005年頃、医師の今井一彰によって「あいうべ体操」という方法が考案された。口呼吸を鼻呼吸へと変えていく簡単な口の体操である。以下を食後に10回おこなう（一日30回）。声は出しても出さなくてもよい。これを毎日地道に続けて舌の筋力をつける。
1. まず「あー」と口を大きく開く。
2. 次に「いー」と口を大きく横にひろげる。
3. 次に「うー」と口を強く前に突き出す。
4. 最後に「べー」と舌を突き出して下に伸ばす。

## 改善法の例 2
歯科医師の河井聡によると、すこしでも鼻が通るようであれば、鼻を積極的に使うような口腔機能訓練が必要であるとしている。普段から鼻呼吸ができていないと、鼻呼吸をするための筋力も発達していない。また日常的に鼻が詰まり気味であると、鼻が通っていても口呼吸してしまう習慣性口呼吸になっていることがある。鼻呼吸を改めて学習し、習慣化する必要がある。鼻呼吸トレーニングとして以下の口腔機能訓練が挙げられる。
1. ガーグルストップ 3秒間ガラガラうがいをした後に、上を向いたまま止めて、3回呼吸をしてもらう。これにより、鼻がうまく使えていないことを自覚させる。
2. 鼻呼吸テープ 口で呼吸できないように鼻にテープを貼ることで、鼻呼吸を行う感覚を身につける。
3. 鼻唄 口を閉じたままで鼻唄を歌わせる。鼻を意識的に使わせるために、小さな子でも行いやすい機能訓練である。[17]